# Espina de Crist
L'espina de Crist (Euphorbia milii), és una espècie de planta amb flors del gènere eufòrbia, les lletereses, dins la família de les euforbiàcies nativa de Madagascar.
Addicionalment pot rebre els noms de corona d'espines, espines del Bon Jesús, lletera espinosa, lletrera espinosa, marabú i corona de Sant Cristo.

## Descripció

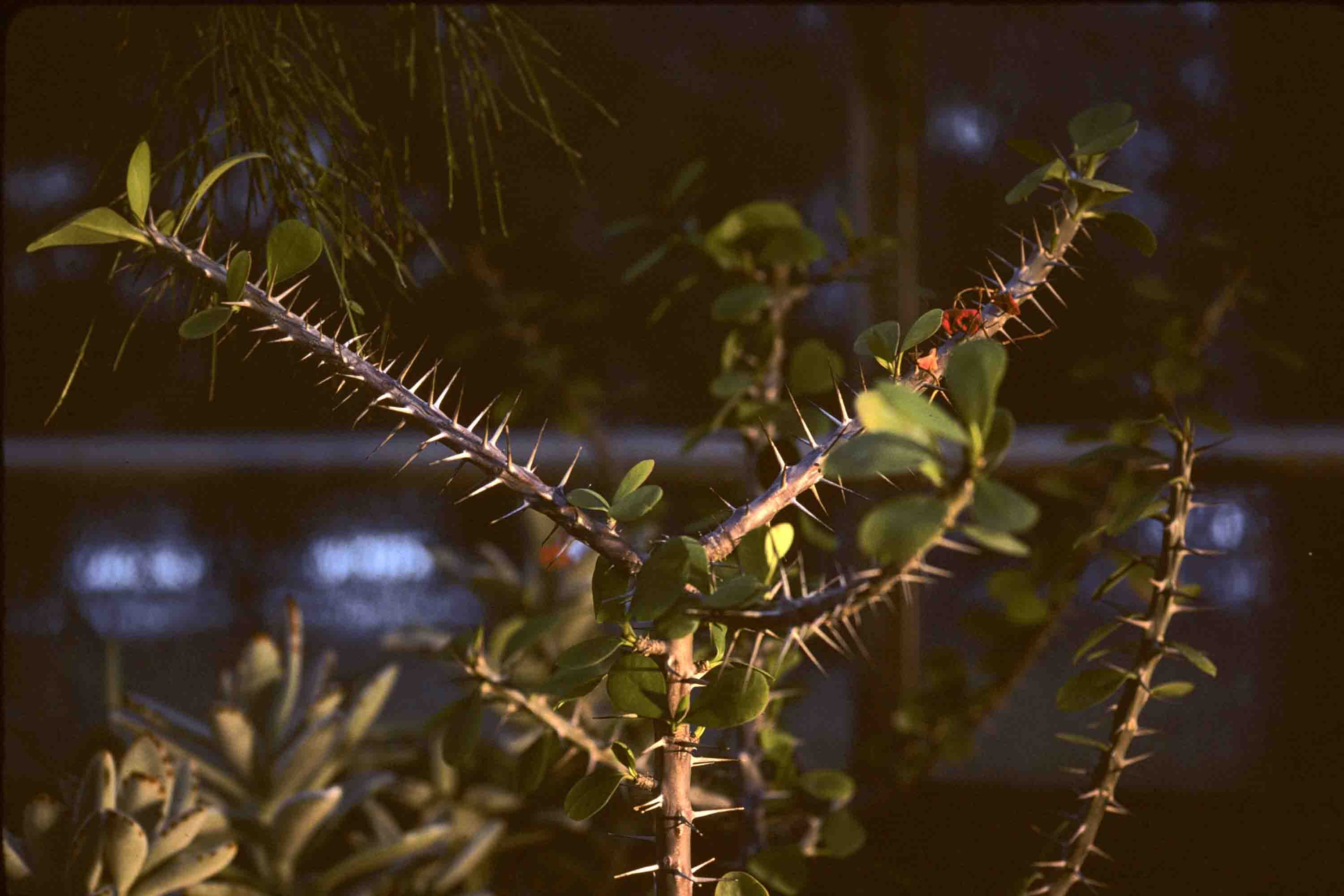
Euphorbia milii, detall de les tiges amb espines

És una planta llenyosa de tiges semicarnoses amb nombroses espines dures. Les fulles són arrodonides o ovalades, de color verd clar, semicaduques i no crasses. Les flors o ciatis generalment de color roig intens tot i que poden tenir altres tonalitats com rosa, groc o blanc. Les varietats cultivades poden venir amb tiges gruixudes i amb flors i fulles de diferents colors. Floreix a la primavera però pot florir més d'un cop l'any.
És una planta provenent de Madagascar. L'epitet milii prové del Baró Milius, governador de l'Illa de la Reunió, que va introduir aquesta euforbiàcia a França el 1821 com a planta ornamental. Els noms catalans populars provenen del fet que les espines i el color de les flors s'associen a la corona d'espines i el color de la sang de la passió de Crist.
Aquesta lleteresa és molt apreciada en jardineria, pot ser planta d'interior com d'exterior ja que és bastant resistent al fred (tolera lleugerament les glaçades). És molt agraïda i decorativa, té un gran nombre de varietats que es diferencien molt una de l'altra. Mentre que algunes varietats són nanes, d'altres poden arribar als 180 cm d'alçada. Tot i que pot resistir temps molt llargs sense rec, la sang de Crist no tolera l'excés d'humiditat ni canvis bruscos de temperatura. Es pot reproduir fàcilment per esqueixos o llavor.

## Varietats
Algunes de les varietats són tan diferents que semblen plantes totalment distintes.
- Euphorbia milii var. bevilaniensis (Croizat) Ursch i Leandri 1955: tenen fulles triangulars invertides, els brots fan uns 5 mm de diàmetre i les espines de fins a 1 cm de llarg. Es distribueix al sud de Madagascar a les roques de gneis (entre Anosy i Districte Adroy).

- Euphorbia milii var. hislopii (N.E.Br.) Ursch i Leandri 1955 (syn. E. hislopii): és una planta robusta resistent, de fins a 2 m d'alçada. Les tiges són erectes escassament ramificades, d'uns 2 cm de gruix. Les fulles fan 12 × 3 cm, lanceolades i els ciatis tots dos vermells i grocs. Es distribueix al centre de Madagascar. Conegut només en la cultura (com una planta de coberta).

- Euphorbia milii var. imperatae (Leandri) Ursch i Leandri 1955: formen petits arbustos (fins a 50 cm quan són grans) amb gruixudes branques de només 5 mm, i fulles ovades, de 10-7 cm. La seva inflorescència és poca de només 1 o 2 flors. El ciati és de color groc, que tendeix a desaparèixer a un tint lleugerament rosat. Es distribueix en els boscos costaners de l'est de Madagascar.

- Euphorbia milii var. longifolia Rauh 1967: en la part basal té ramificacions de les branques de fins a 2 cm de gruix. Les fulles són lineals de 20 x 1 cm, i els ciatis són grans i grocs. Es distribueix al centre de Madagascar en les roques de granit; i difereix principalment per Euphorbia milii var. roseana.

- Euphorbia milii var. milii:

- Euphorbia milii var. roseana Marn.-Lap. 1962: té branques verticals, les fulles són lanceolades, de 9 x 2,5 cm. Les inflorescències es bifurquen, i els seus ciatis són de color groc blanquinós. Es distribueix en els boscos del sud i del centre de Madagascar (Sakaraha).

- Euphorbia milii var. splendens (Bojer ex Hook.) Ursch i Leandri 1955: formen arbustos de mida més gran (fins a 2 m d'alçada). Les tiges en creixement amb branques esteses, d'1 cm de gruix. Les fulles són ovades i tenen un color verd brillant d'uns 6 × 2 cm. Les espines són basals comprimides i ciatis de vegades de color groc. Es distribueix al centre de Madagascar.

- Euphorbia milii var. tananarivae (Leandri) Ursch i Leandri 1955: forma grans arbustos de fins a 2 m, branques gruixudes de 3 cm i amb ciatis de fins a 8 × 10 mm grocs i enrogits. Es distribueix al centre de Madagascar. Conegut només en la cultura (com una planta de coberta).

- Euphorbia milii var. tenuispina Rauh i Razaf. 1991: té espines engrossides molt fines i amb un bulb a la base. Es distribueix al sud de Madagascar (a les muntanyes al voltant Ihosy i Isalo).

- Euphorbia milii var. tulearensis Ursch i Leandri 1955: té petitetes espines llargues de fins a 1 cm i té un ciati de color vermell brillant. Es distribueix al sud-oest de Madagascar (a Toliara).

- Euphorbia milii var. vulcanii (Leandri) Ursch i Leandri 1955: les seves fulles són grans de 20 x 5 cm, i tenen un color verd blavós. Les espines del voltant d'1 cm de llarg, disposades en deu files. Les inflorescències són llargues, quatre vegades bifurcades. Creix des del centre fins al sud de Madagascar (entre Betafo i Ambatofinandrahana).

## Toxicitat
Com altres plantes similars del gènere eufòrbia aquesta lleteresa produeix una resina blanca o làtex tòxica. Coneguda vulgarment com a llet es feia servir antigament com a metzina, com a laxant, com a antisèptic i per tractar verrugues a la fitoteràpia tradicional. La resina de la Euphorbia milii, però, és només moderadament tòxica comparada amb la d'altres lletereses.